# Gastronomia d'Albània
La gastronomia d'Albània consisteix en un conjunt de plats i costums culinaris procedents d'Albània. Molts dels plats provenen de la cuina dels Balcans i de la Mediterrània, així com algunes especialitats locals. L'àpat principal dels albanesos és l'esmorzar, que consisteix sobretot en amanides, tomàquets, cogombres, olives, oli d'oliva, vinagre i sal.

## Plats d'Albània
- Anyell i iogurt cuits al forn

- Porros cuits al forn

- Sopa de mongetes jahni

- Börek (pastís de vegetals)

- Vedella o pollastre d'Elli amb nous

- Fërgesë de Tirana amb piment

- Fërgesë de Tirana amb vedella

- Mandonguilles fregides

- Salses d'all

- Korce Kolloface

- Sopes de patata i col

- Vedella amb mongetes

## Postres
Les postres més populars d'Albània són conegudes a la zona dels Balcans.
- Halva

- Hasude

- Llokume

- Kadaif

- Muhalebi

- Revani

- Sultjash

- Panespanjẽ

- Qumẽshtor

- Bakllava

- Pho